# Scoutisme aux États-Unis

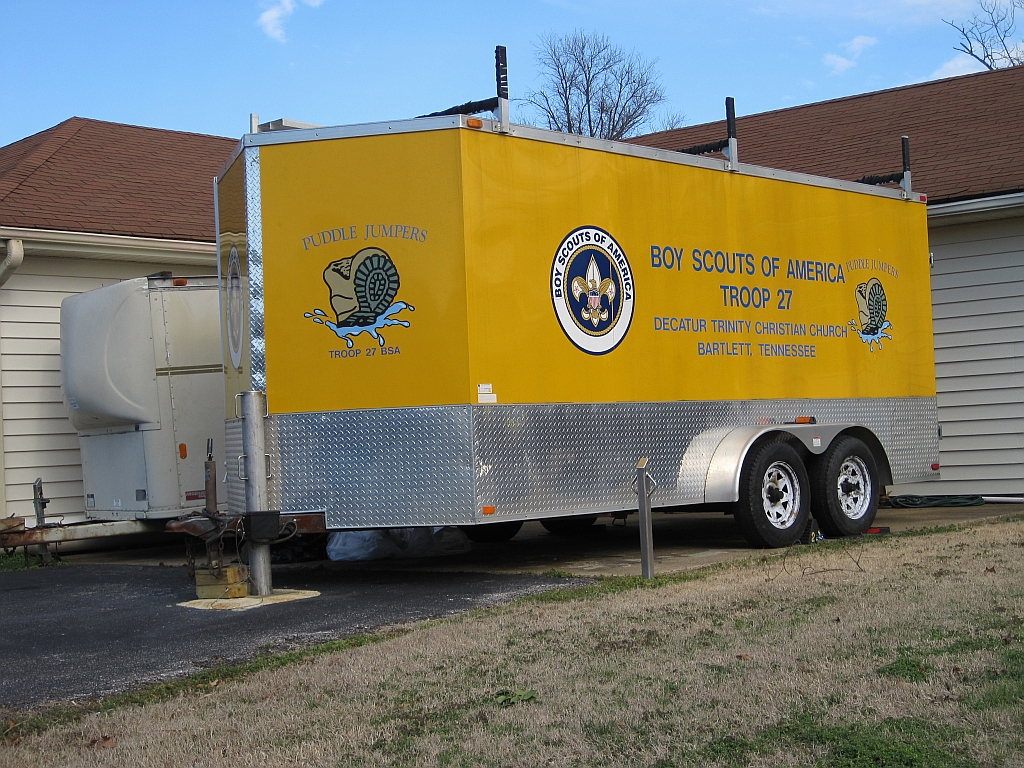
Remorque routière de la troupe des Boy Scouts of America de Bartlett (Tennessee).

Le scoutisme aux États-Unis est dominé par deux associations qui regroupent 2,7 millions de membres en [Quand ?] : Boy Scouts of America (« Éclaireurs d'Amérique »), rattachée à l'Organisation mondiale du mouvement scout et Girl Scouts of the United States of America ( « Éclaireuses des États-Unis »), rattachée à l'Association mondiale des guides et éclaireuses. Il existe aussi d'autres associations scoutes ou assimilées au scoutisme sans être rattachées aux instances mondiales, notamment les North-american explorers, rattachés à l'Union internationale des guides et scouts d'Europe (UIGSE).

## Scoutisme féminin

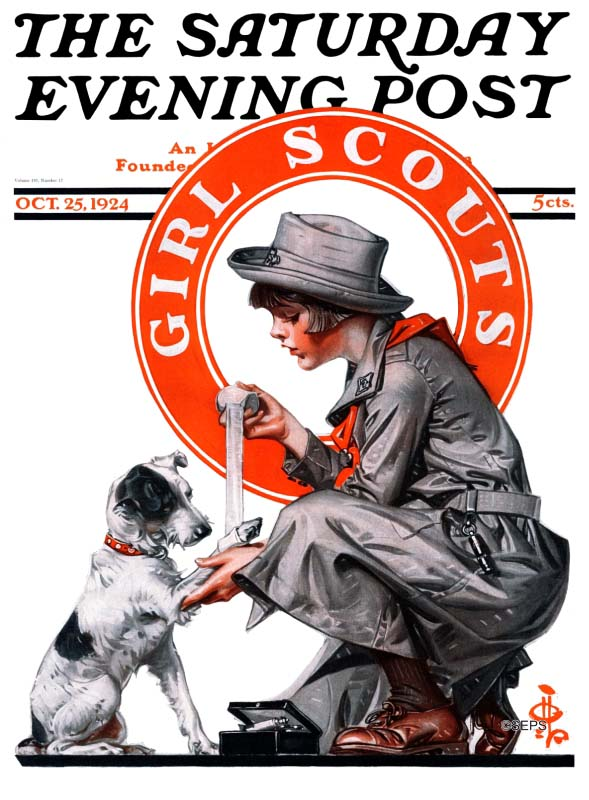
Couverture du Saturday Evening Post du 25 octobre 1924.

Le scoutisme pour filles est apparu en 1910 avec la fondation de Camp Fire USA avec l'aide des Boy Scouts of America. La même année a été créé en Iowa Girl Scouts of America, aujourd'hui disparu.